# Sanleo
Sanleo ist ein indonesisches Desa („Dorf“) im Distrikt (Kecamatan) Ostmalaka (Malaka Timur) auf der Insel Timor.

## Geographie
Sanleo liegt im Südosten des Distrikts Ostmalaka (Regierungsbezirk Malaka, Provinz Ost-Nusa Tenggara). Westlich befinden sich die Desas Numponi, Dirma und Wemeda, südlich der Distrikt Botin Leobele und östlich der Distrikt Kobalima.
Im Desa liegt auch Boas, der Verwaltungssitz des Distrikts.

## Einwohner
2010 lebten in Sanleo 1.817 Menschen. Sie gehören zu den Ethnien der Tetum und der Bunak. Die meisten Bunak, wie in der Siedlung Haroe, sind Nachkommen von Flüchtlingen, die das osttimoresische Maucatar verließen, als es 1916 von den Niederländern an die Portugiesen abgegeben wurde.